# A Szajna Port-Marlynál, homokhalmok
A Szajna Port-Marlynál, homokhalmok (La Seine à Port-Marly, tas de sable) Alfred Sisley 1875-ös festménye.
Sisley 1875 és 1878 között több tájképet is festett otthona, Marly-le-Roi környékén, amelyek közül valószínűleg ez a legeredetibb. A képen munkások láthatók, ahogy a Szajna medrét kotorják a vízi forgalom fenntartása érdekében, a parton a kitermelt homok halmai. Az impresszionisták a Szajnát általában a párizsiak szabadidős elfoglaltságainak – csónakázás, vitorlázás, sétálás és ebédelés a parton – helyszíneként ábrázolták. Alfred Sisley ezzel szemben a folyó hétköznapját örökítette meg a képen azokkal az emberekkel, akiknek a Szajna jelenti a megélhetésüket.
A festmény a párizsi műgyűjtő, Georges Viau tulajdona volt, majd 1907. március 4-én eladta Paul Durand-Ruelnek. Tőle Georges Bernheim vette meg 1920 áprilisában. Az év június 11-én a chicagói Martin A. Ryerson vásárolta meg, aki az Art Institute of Chicagóra hagyta örökül 1933-ban.